# Lunang Vallis
La Lunang Vallis è una struttura geologica della superficie di Venere.